# 海南發展
海南發展有限公司，簡稱海南發展（英語：OCEAN-LAND DEVELOPMENT LIMITED，港交所除牌時0217.HK），在1972年由周文軒創立，當時業務經營房地產開發及物流等，也是在1972年於香港交易所主板上市。
1997年12月29日，更名物華集團有限公司前，由於當時業務出現嚴重虧損、加上同行業競爭白熱化，故此已出售給第三者，原有業務已正式終止。2000年10月9日，更名為中國物流集團有限公司，同時在2003年7月9日，更名為中國誠通發展集團有限公司至今。

## 連結
- HK217.com